# Fijocrypta vitilevu
Fijocrypta vitilevu es una especie de arañas migalomorfas de la familia Barychelidae. Es el único miembro del género monotípico Fijocrypta. Se encuentra en Fiyi.